# Nepi
Nepi is een gemeente in de Italiaanse provincie Viterbo (regio Latium) en telt 8438 inwoners (31-12-2004). De oppervlakte bedraagt 84,0 km², de bevolkingsdichtheid is 93,16 inwoners per km².

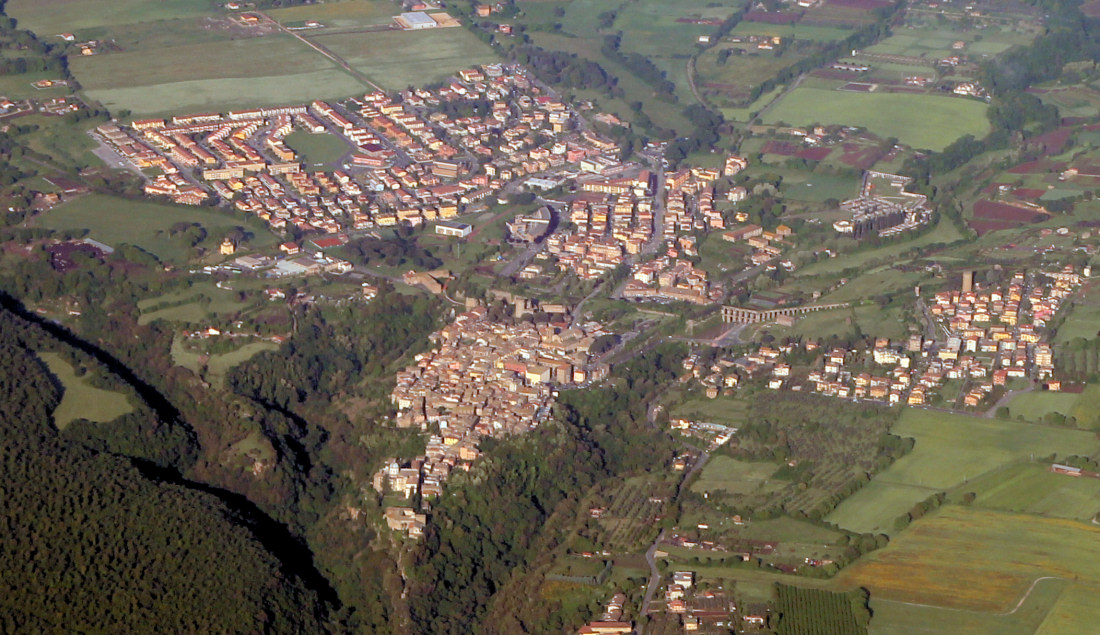
Nepi
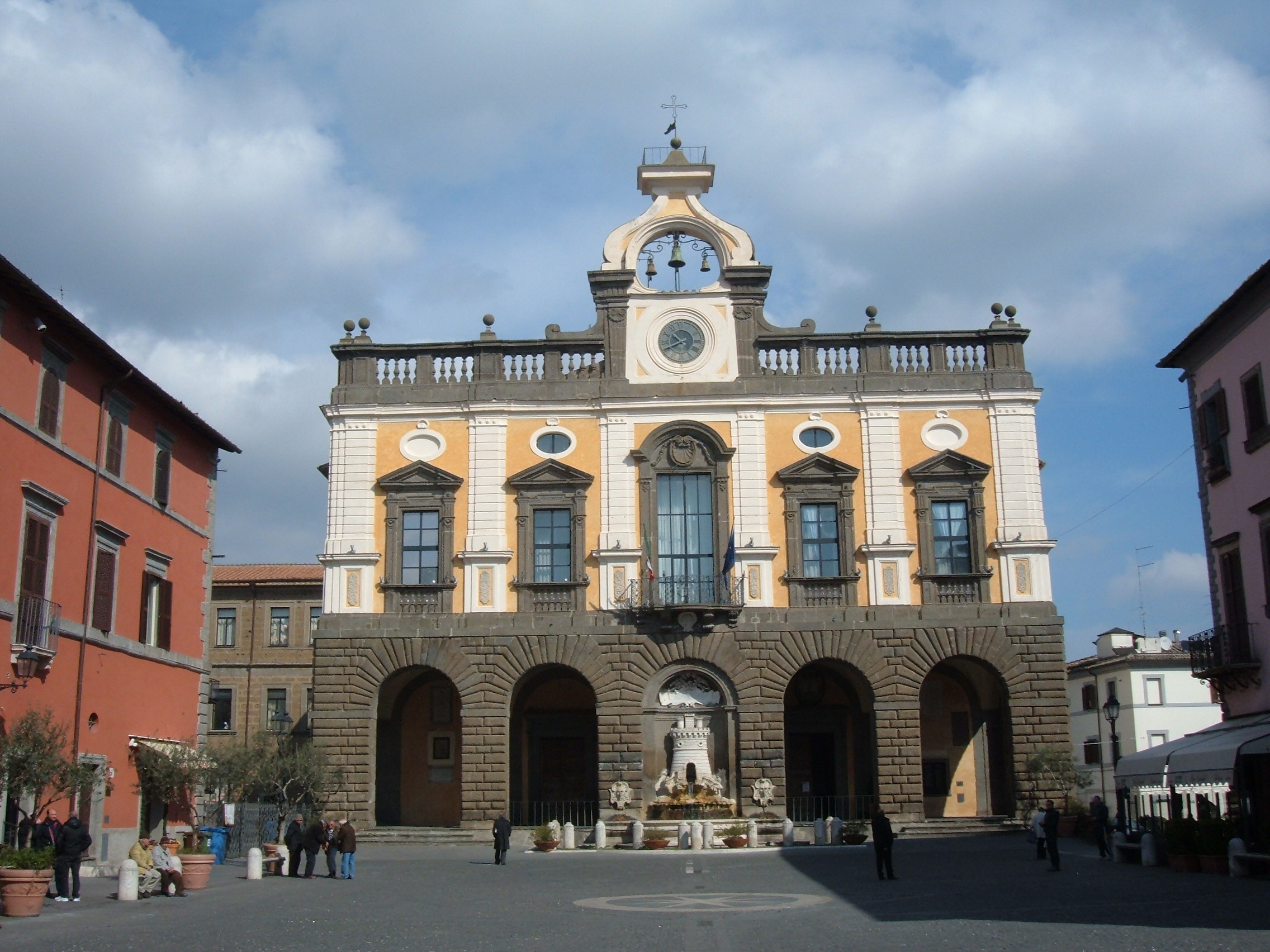
Gemeentehuis
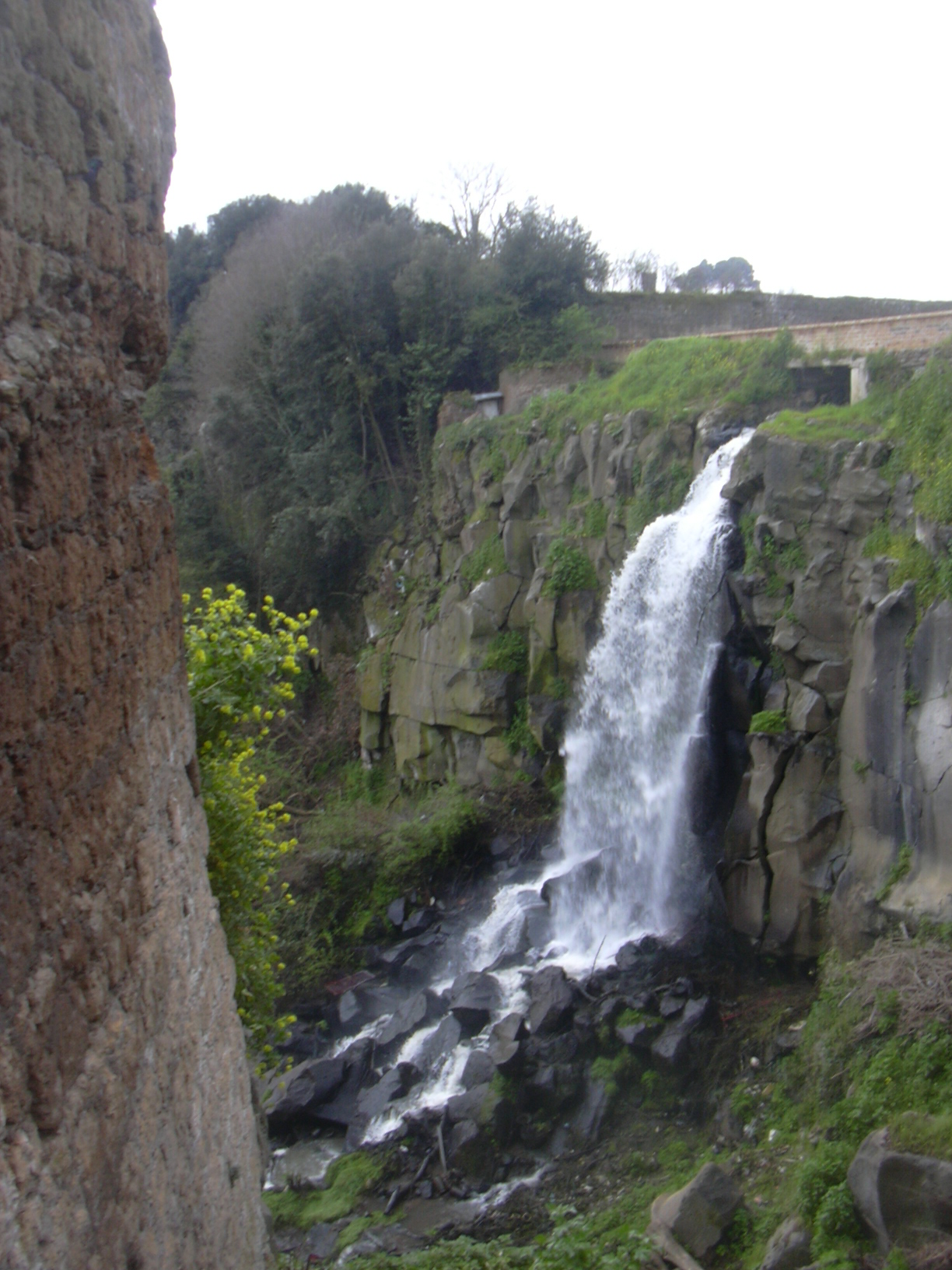
Waterval bij Nepi
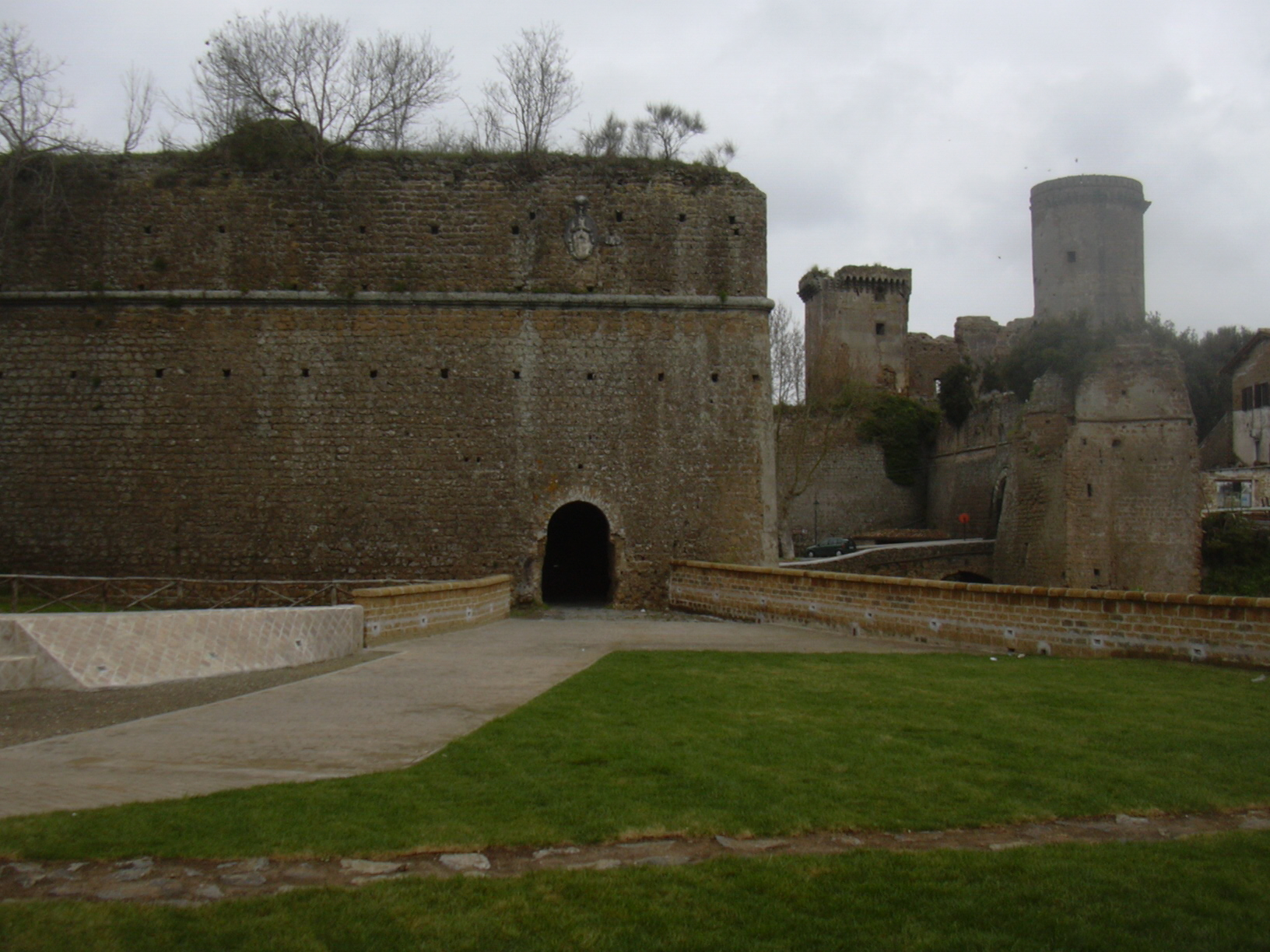
Kasteel van Nepi
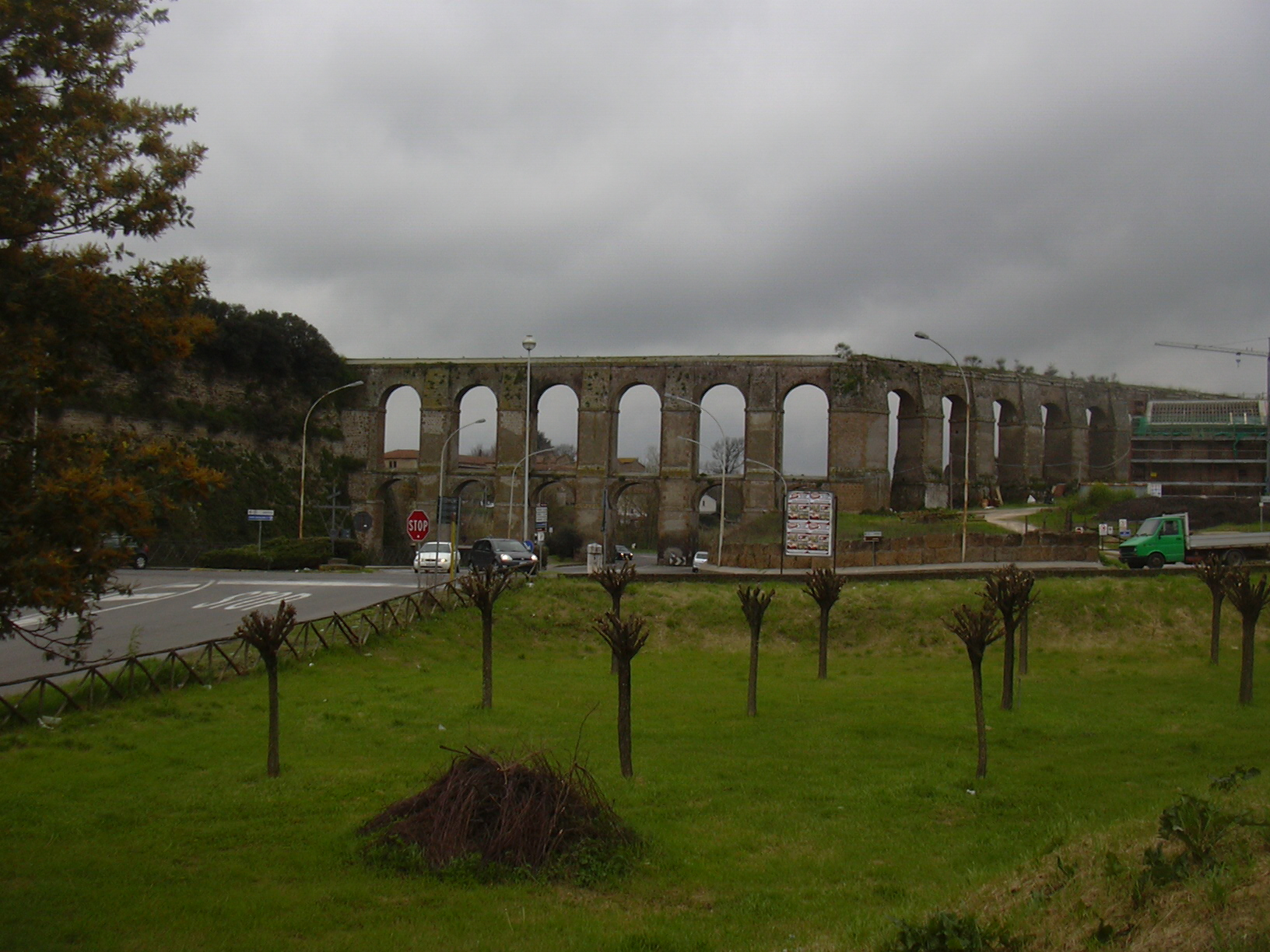
Aquaduct in Nepi

## Demografie
Nepi telt ongeveer 3247 huishoudens. Het aantal inwoners steeg in de periode 1991-2001 met 23,3% volgens cijfers uit de tienjaarlijkse volkstellingen van ISTAT.
| Jaar | Inwoneraantal |
| ---- | ------------- |
| 1991 | 6346          |
| 2001 | 7827          |

## Geografie
De gemeente ligt op ongeveer 227 m boven zeeniveau.
Nepi grenst aan de volgende gemeenten: Campagnano di Roma (RM), Caprarola, Carbognano, Castel Sant'Elia, Fabrica di Roma, Mazzano Romano (RM), Monterosi, Ronciglione, Sutri, Trevignano Romano (RM).